# Лесное хозяйство в Бутане

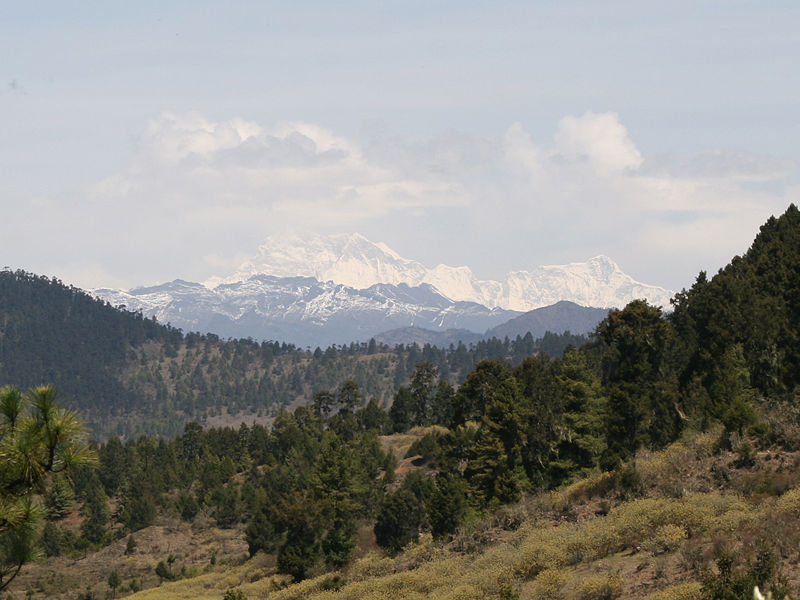
Лес в Бутане

Бутан богат лесами и природной растительностью. Расположение Бутана в восточных Гималаях, с его субтропическими равнинами и альпийским ландшафтом, придаёт ему больше осадков, чем соседям на западе, что существенно способствует росту лесов. Леса содержат многочисленные лиственные и вечнозелёные породы деревьев, начиная от тропических лиственных пород до дубовых и сосновых лесов.
Малочисленность населения и слабое развитие промышленности способствовало сохранению лесов. Правительство проводит природоохранную политику, что имеет решающее значение для окружающей среды.
В 1952 году для контроля за сохранением и эксплуатацией лесных ресурсов страны был образован департамент лесного хозяйства. Неконтролируемая вырубка деревьев в 1970-х годах частными компаниями и сельским населением вызвала серьёзную эрозию. Лесные пожары и чрезмерный выпас также способствовали уменьшению ресурсов лесного хозяйства.
В 1971 году в Kalikhola на юге Бутана была создана школа лесного хозяйства. В 1977 году она была переведена в Таба на севере долины Тхимпху. В школе давали базовое образование в области лесного хозяйства и лесопользования и подготавливали работников лесного хозяйства и лесников.
В 1981 году около 33 000 км², или 70—74 % территории, было покрыто лесами, но в 1991 году, по иностранным оценкам, этот показатель уменьшился до 60—64 %. Даже по самым скромным подсчётам в настоящее время не менее 50 % территории Бутана покрыто лесами. В конце 1980 года лесной промышленностью было произведено около 15 % ВВП страны.
По данным ООН, за десятилетие с 1978 по 1987 год в Бутане в среднем производилось почти 3,2 млн м³ круглого леса и 5 тыс. м³ пиломатериалов в год. Из этого числа почти 80 % применялось для производства бумаги, шпона, фанеры, ДСП и дров, а остальное направлялось на строительство жилья и другие общественные работы.
До строительства гидроэлектростанций древесина была почти единственным источником топлива для отопления, приготовления пищи и освещения. Так как электроэнергия не была доступна по всей стране, правительство создавало вблизи деревень плантации деревьев, которые использовали для повседневных нужд, что способствовало сохранению лесов.
Начиная с 1977 года, Всемирный фонд дикой природы начал оказывать поддержку лесному хозяйству Бутана путём организации программ обучения лесников, поставок средств для демаркации границ леса, строительства постов охраны и патрульных дорог, а позже помог в организации Королевского национального парка Манас. В 1986 году Бутан отклонил предложение Всемирного банка о финансировании строительства плотины на реке Манас-Чу, что привело бы к затоплению этого крупного заповедника на юге страны. К 1989 году Бутан организовал ещё девять заказников, в основном расположенных вдоль южной границы с Индией. (См. Охраняемые природные территории Бутана.)
В 1991 году правительство, при содействии ПРООН и Всемирного фонда дикой природы, создало целевой фонд сохранения окружающей среды. Первоначальный размер фонда составлял 20 млн долларов США. Фонд направлял до 1 млн долларов США в год на обучение в области лесного хозяйства и экологии, анализ и реализацию планов управления охраняемыми районами, а также поддержку государственного экологического бюро, программ информирования общественности и комплексных программ сохранения и развития лесного хозяйства.